# Sascha Rabe
Sascha Rabe (* 31. Oktober 1985 in Berlin) ist ein deutscher Eiskunstläufer.

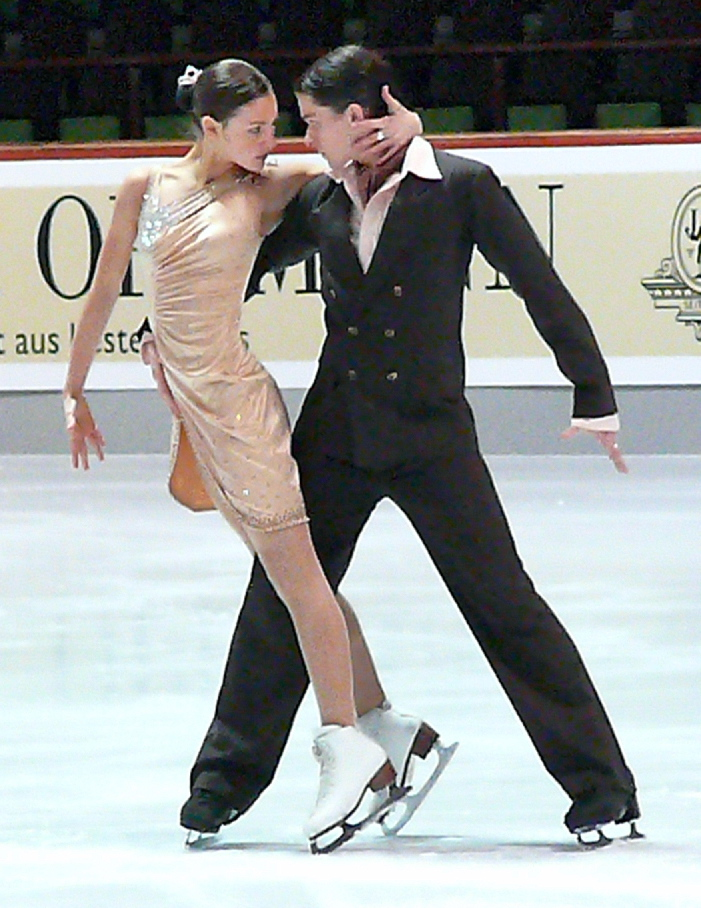
Tanja Kolbe und Sascha Rabe bei den Deutschen Juniorenmeisterschaften 2007 in Oberstdorf beim Originaltanz

## Biografie
Sascha Rabe ist Eistänzer. Von 2000 bis 2006 lief er zusammen mit Rina Thieleke. Er startet für den Berliner TSC. Sein Trainer ist der frühere mehrmalige Deutsche Meister im Eistanzen Hendryk Schamberger. Sie arbeiteten in der Saison 2004/2005 außerdem zusammen mit den Trainern Anschelika Krylowa (russische Eistanz-Weltmeisterin 1998 und 1999) und Pasquale Camerlengo (früherer italienischer Landesmeister im Eistanzen). Pasquale Camerlengo war bis 2006 der Choreograph des Paares.
Sascha Rabe hat im Juni 2006 sein Abitur am Coubertin Gymnasium in Berlin-Pankow erfolgreich bestanden. Anschließend absolvierte er seinen Zivildienst im Sankt-Gertrauden-Krankenhaus in Berlin-Wilmersdorf. Seit 2007 studiert er an der Humboldt-Universität zu Berlin.
Rina Thieleke beendete ihre Eistanzkarriere verletzungsbedingt 2006. Seitdem lief Sascha Rabe zusammen mit Tanja Kolbe. 2012 beendete Sascha Rabe seine aktive Eiskunstlaufkarriere. Er studiert fortan Pädagogik.
Im März 2009 erhob Sascha Rabe Vorwürfe wegen sexueller Nötigung gegen den Sportdirektor der Deutschen Eislauf-Union, Udo Dönsdorf. Die Klage wurde im Januar 2011 abgewiesen.

## Erfolge/Ergebnisse

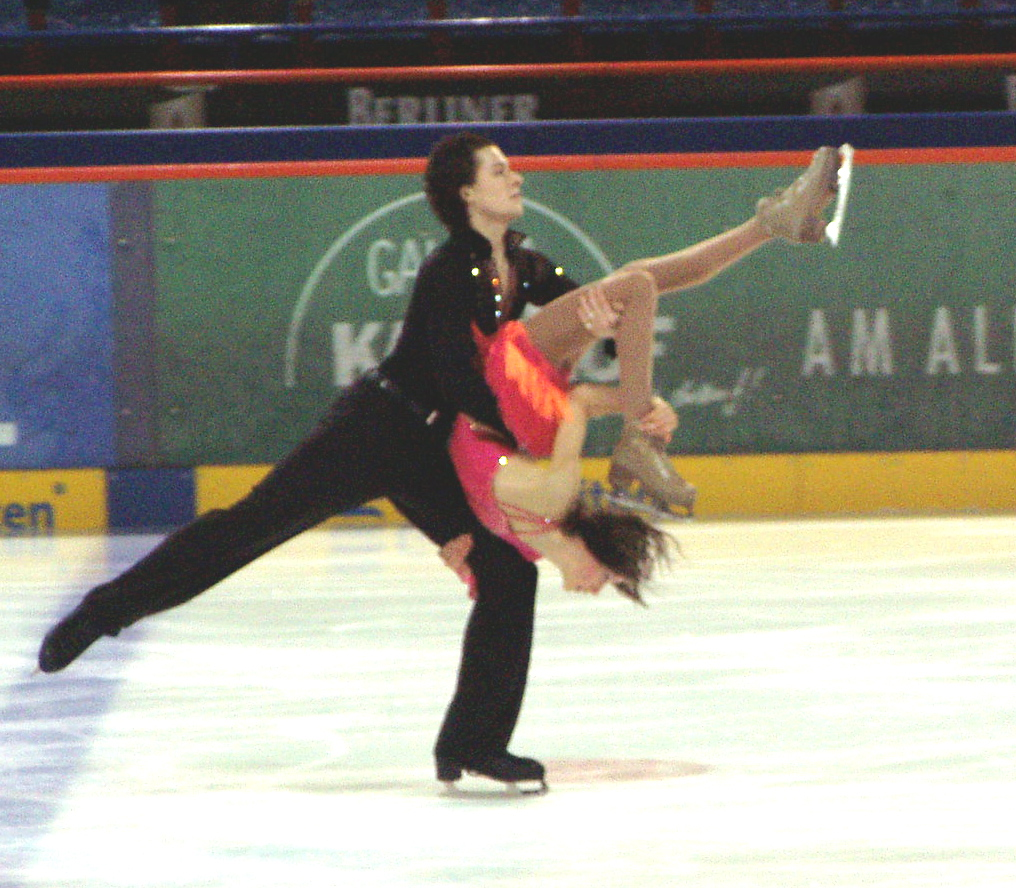
Rina Thieleke und Sascha Rabe bei den Deutschen Juniorenmeisterschaften 2006 in Berlin beim Originaltanz

(mit Tanja Kolbe)
| Wettbewerb/Wintersaison  | 2006/07 | 2007/08 | 2008/09 | 2009/10 |
| ------------------------ | ------- | ------- | ------- | ------- |
| Deutsche Meisterschaften | 2 J     |         | 3       | WD      |
| Nebelhorn Trophy         |         | 13      |         | 14      |
| Ondrej Nepela Memorial   |         |         | 5       |         |
| Pavel Roman Memorial     | 1 J     | 4       |         |         |
| JGP, Tschechien          | 5       |         |         |         |
| JGP, Niederlande         | 6       |         |         |         |

- J = Junioren; WD = zurückgezogen
- JGP = Junior Grand Prix

(mit Rina Thieleke)
| Wettbewerb/Wintersaison     | 2001/02 | 2002/03 | 2003/04 | 2004/05 | 2005/06 |
| --------------------------- | ------- | ------- | ------- | ------- | ------- |
| Juniorenweltmeisterschaften |         |         |         | 12      |         |
| Deutsche Meisterschaften    | 2 N     | 1 N     | 3 J.    | 1 J     | WD      |
| Berliner Meisterschaften    | 2. N.   | 1. N.   |         | 1. J.   |         |
| Trofeo Ticino               |         |         | 2 J     |         |         |
| H. Seibt Memorial           |         |         | 1 J     |         |         |
| Pavel Roman Memorial        |         | 1 N     |         |         |         |
| JGP, Japan                  |         |         |         |         | 2       |
| JGP, USA                    |         |         |         | 6       |         |
| JGP, Deutschland            |         |         |         | 8       |         |
| JGP, Kroatien               |         |         | 8       |         |         |
| JGP, Mexiko                 |         |         | WD      |         |         |

- N = Novizen; J = Junioren; WD = zurückgezogen
- JGP = Junior Grand Prix